# Titus Quinctius Flamininus

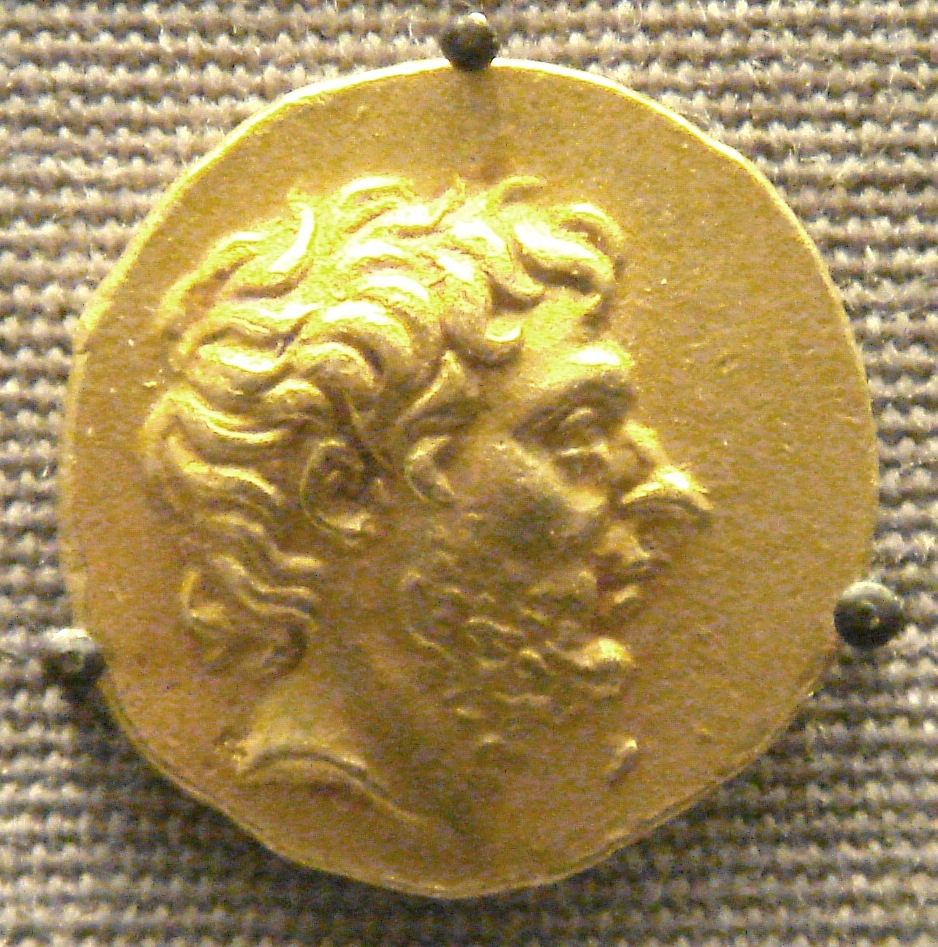
Titus Quinctius Flamininus

Titus Quinctius Flamininus (* um 230 v. Chr.; † 174 v. Chr.) war ein römischer Politiker und Feldherr, bekannt vor allem durch seinen Sieg über Makedonien im Zweiten Makedonisch-Römischen Krieg. Er gehörte dem Geschlecht der Quinctii Flaminini an und hatte einen um etwa ein Jahr älteren Bruder, Lucius Quinctius Flamininus.
Flamininus diente in den letzten Jahren des Zweiten Punischen Krieges in mehreren Funktionen als Soldat und nach dem Krieg als Decemvir zur Ansiedlung von Veteranen. Etwa 200/199 v. Chr. war er Quästor und wurde bereits 198 v. Chr. zum Konsul gewählt, obwohl er die weiteren Ämter des cursus honorum noch nicht bekleidet hatte und erst etwa 30 Jahre alt war.
Als Konsul übernahm er den Oberbefehl im Krieg gegen Philipp V. von Makedonien, den er auch in den folgenden Jahren als Prokonsul behielt. Im Juni 197 v. Chr. gelang ihm in der Schlacht von Kynoskephalai der entscheidende Sieg über Philipp. Er schloss mit dem König einen Frieden, in dem Makedonien zusicherte, sich aus Griechenland zurückzuziehen.
Bei den Isthmischen Spielen im Frühjahr 196 v. Chr. proklamierte Flamininus die Autonomie der griechischen Poleis. Er erhielt von den Griechen zahlreiche Ehrungen, u. a. sein Porträt auf Goldmünzen. In den folgenden Jahren blieb er noch in Griechenland, um kleinere Konflikte beizulegen.
194 v. Chr. zog Flamininus nach einem Feldzug gegen den spartanischen König Nabis mit seinen Truppen aus Griechenland ab und feierte in Rom einen Triumph. 189 v. Chr. wurde er Zensor. In den folgenden Jahren war er mehrmals diplomatisch im östlichen Mittelmeerraum tätig, so als Gesandter zu König Prusias I. von Bithynien, um die Auslieferung Hannibals zu verlangen.
Flamininus ist als einer der bedeutendsten römischen Philhellenen in Erinnerung geblieben, auch wenn die römische Republik in den folgenden Jahrzehnten eine stärkere Machtpolitik gegenüber Griechenland verfolgte. Kaiser Nero bezog sich in seiner Freiheitserklärung für die Griechen 67 n. Chr. (ebenfalls an den Isthmien) auf das Vorbild des Flamininus.
Die wichtigsten Quellen für das Leben des Flamininus sind die entsprechenden Bücher in den Geschichtswerken des Polybios und des Titus Livius sowie Plutarchs Biographie.
Ein Sohn oder Neffe gleichen Namens war 150 v. Chr. Konsul, dessen Sohn, der ebenfalls Titus Quinctius Flamininus hieß, bekleidete 123 v. Chr. das Konsulat.